# Ławeczka Józefa Ignacego Kraszewskiego w Białej Podlaskiej
Ławeczka Józefa Ignacego Kraszewskiego – pomnik odsłonięty 12 września 2008.
Z inicjatywą budowy drugiego pomnika Kraszewskiego w Białej Podlaskiej wystąpił prof. Krzysztof Stępnik z Uniwersytetu Marii Curie-Skłodowskiej w Lublinie. Autorem pomnika-ławeczki jest rzeźbiarz Grzegorz Maślewski, wykładowca Uniwersytetu Mikołaja Kopernika w Toruniu. Budowie patronował komitet honorowy pod przewodnictwem prezydenta miasta Andrzeja Czapskiego. Odlew pomnika wykonano w Niepołomicach.
Pierwszy pomnik Kraszewskiego w Białej Podlaskiej został wzniesiony w roku 1928 u zbiegu ulic Zamkowej i Warszawskiej.